# テンソル解析
数学におけるテンソル解析（テンソルかいせき、英: tensor calculus, tensor analysis）はベクトル解析をテンソル場（時空などの多様体上を変化するテンソル）に対して拡張するものである。
テンソル(tensor)解析の概念そのものは微分幾何学におけるガウスの研究から生まれたものであるが、テンソル(tensor)という語は新ラテン語に由来し、当初は解剖学の文脈で1704年から使用され始めたものである（tensor"伸びるもの"）。1840年代にはウィリアム・ハミルトンにより代数的数量としてこの語は利用されるが、ハミルトンの用例は現代のものとは異なるものであり、現在の意味でテンソルが使用されたのは1898年であり、ドイツの物理学者ヴォルデマール・フォークトによるものである。
グレゴリオ・リッチ＝クルバストロとその弟子トゥーリオ・レヴィ＝チヴィタによって展開され、アルベルト・アインスタインが自身の一般相対論の展開に用いた。無限小解析と対照的に、物理方程式を多様体上の座標の取り方に独立な形で表すことができる。
物理学や工学における応力解析、連続体力学、電磁気学、一般相対論など、テンソル解析は多くの実生活的な応用を持つ。

## 関連文献
- Dimitrienko, Yuriy (2002). Tensor Analysis and Nonlinear Tensor Functions. Kluwer Academic Publishers (Springer). ISBN 1-4020-1015-X
- J.R. Tyldesley (1973). An introduction to Tensor Analysis: For Engineers and Applied Scientists. Longman. ISBN 0-582-44355-5
- D.C. Kay (1988). Tensor Calculus. Schaum’s Outlines, McGraw Hill (USA). ISBN 0-07-033484-6
- D.C. Kay 著、Custodio.D.Yancarlos.J 訳『テンソル解析』プレアデス出版、20181011。ISBN 978-4903814902。